# Sint-Bavokerk (Watou)
De Sint-Bavokerk in Watou, een dorp in de Belgische provincie West-Vlaanderen, is toegewijd aan de heilige Bavo.
De huidige hallenkerk is een verbouwing van de 16e eeuw in gotische stijl van de oorspronkelijk romaanse kerk uit de tweede helft van de 12e eeuw. Het bakstenen gedeelte van de middenbeuk en het onderste deel van de toren zijn resten van de oude kerk.
De pseudo-romaanse geveltop met roosvenster en een deel van de achthoekige vieringtoren zijn 19e-eeuws.
In de kerk vindt men de praalgraven van de eerste graven van Watou, Karel van Ydeghem (+ 1630) en Maria van Cortewyle en van de mysticus Karel Grimminck (1676-1728).
De kerk is sinds 1939 een beschermd monument.

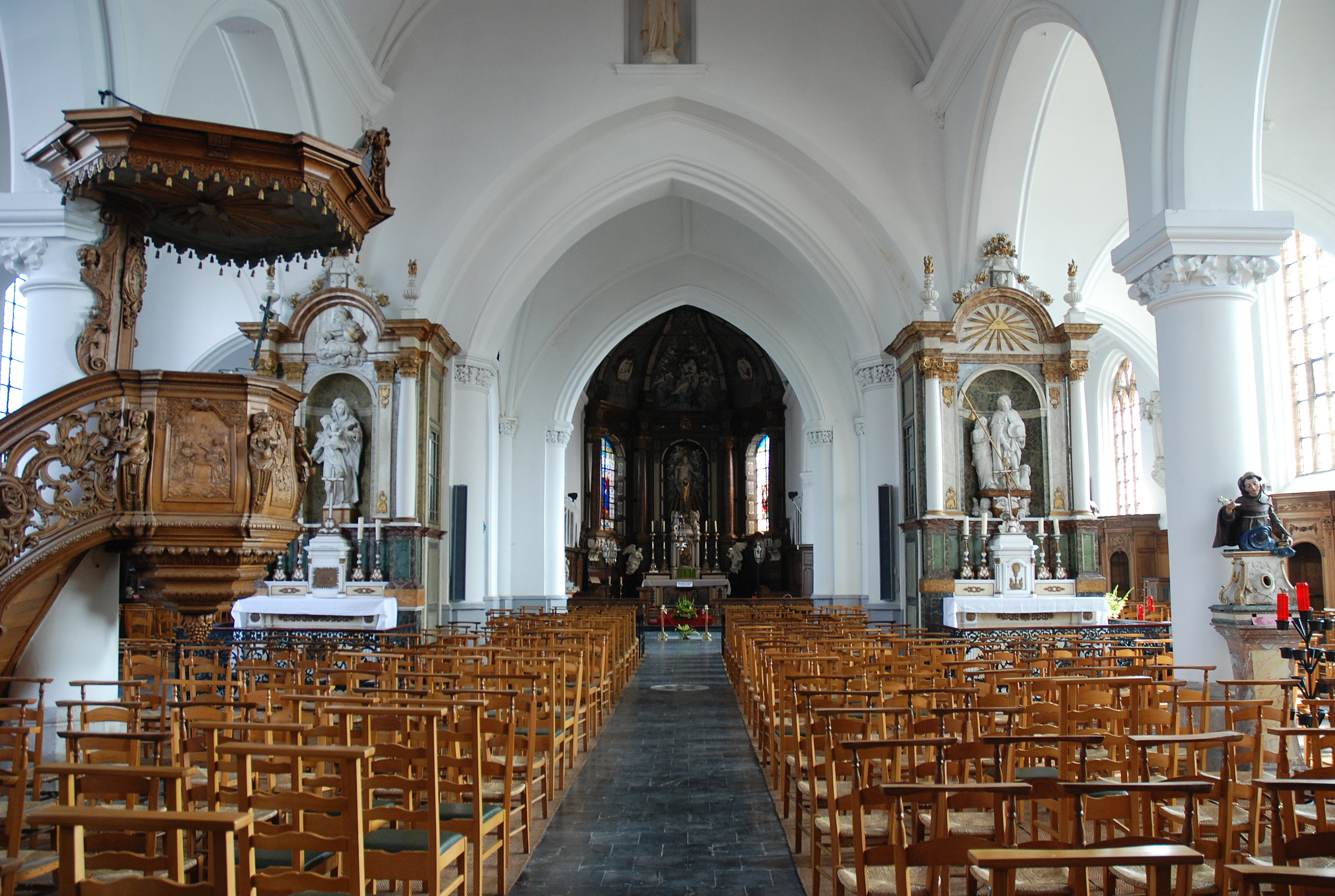
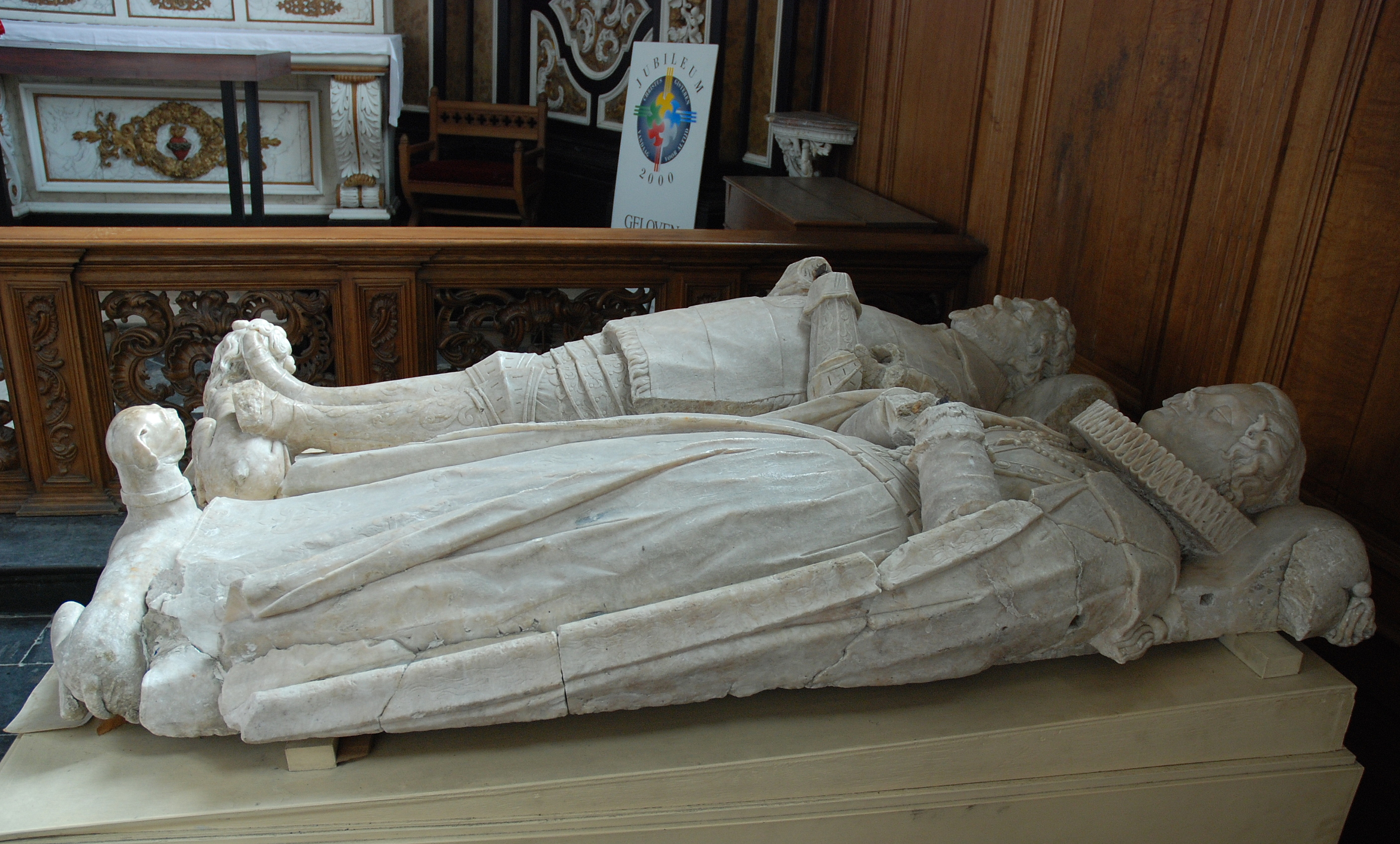
de praalgraven van Karel en Maria